# غوركا إيلوستوندو
جوركا ايلوستوندو  (بالإسبانية: Gorka Elustondo)؛ مواليد 18 مارس 1987 في بياساين، إسبانيا، هو لاعب كرة قدم إسباني يلعب لنادي ريال سوسيداد كلاعب وسط.

## روابط خارجية
- غوركا إيلوستوندو على موقع الاتحاد الدولي (مؤرشف)  (الإنجليزية)
- غوركا إيلوستوندو على موقع قاعدة بيانات كرة القدم.إي يو (الإنجليزية)
- غوركا إيلوستوندو على موقع Soccerway.com (الإنجليزية)
- غوركا إيلوستوندو على موقع عالم كرة القدم.نت (الإنجليزية)
- غوركا إيلوستوندو على موقع AS.com (الإسبانية)